# Edward Brongersma

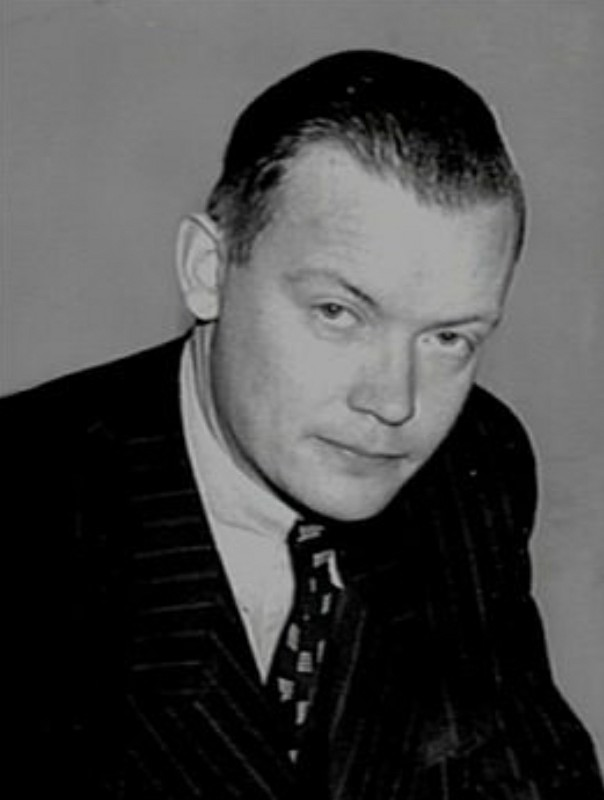
E. Brongersma

Edward Brongersma (31. August 1911 in Haarlem, Niederlande – 22. April 1998 in Bloemendaal/Overveen, Niederlande) war ein niederländischer Politiker und Doktor der Rechtswissenschaften. 
Einige Jahre war er Mitglied des niederländischen Senats für die Partij van de Arbeid (PvdA) und Vorsitzender des Justizausschusses des Senats. Er war vor allem als Verteidiger der Rechte der Pädophilen und ein Anwalt der Liberalisierung der Gesetzgebung über die öffentliche Moral bekannt.

## Frühes Leben
Brongersma wurde in Haarlem als Sohn eines Augenarztes geboren. Er studierte Rechtswissenschaften an der Universität von Amsterdam (1931–1935) und erhielt seinen Abschluss im Jahr 1935. Von 1935 bis 1937 arbeitete er in einer Kanzlei in Haarlem und arbeitete währenddessen an seiner Dissertation über die Portugiesische Verfassung von 1933 und den Korporatismus des von ihm bewunderten António de Oliveira Salazar. 1940 promovierte er mit cum laude in den Rechtswissenschaften an der katholischen Universität von Nijmegen. Seine Dissertation zum Thema des korporativen Staates in Portugal wurde als Buch veröffentlicht und mehrmals nachgedruckt.

## Karriere
Nach dem Zweiten Weltkrieg machte er Karriere als Rechtsanwalt und Politiker sowie als produktiver Schriftsteller. Von 1940 bis 1950 arbeitete er als Rechtsanwalt in Amsterdam und war zwischen 1946 und 1950 in der Redaktion der niederländischen Zeitschrift für Juristen, Nederlands Juristenblad, tätig. 1946 wurde er in den niederländischen Senat für die niederländische Arbeiterpartei (PvdA) gewählt. Seine Amtszeit dauerte von 1946 bis 1950, und später hatte er eine zweite Amtszeit von 1963 bis 1977. Im gleichen Zeitraum (1946–1950) war er für die Partei Mitglied der Provinzialstaaten Nordhollands und des Stadtrats von Heemstede.
Seine Karriere wurde 1950 abrupt unterbrochen, als er wegen einer sexuellen Beziehung mit einem 17-Jährigen verhaftet wurde. Zu diesem Zeitpunkt war das Zustimmungsalter für homosexuelle Kontakte 21 Jahre, basierend auf Artikel 248-bis Niederländisches Strafgesetzbuch. Brongersma wurde zu 11 Monaten Gefängnis verurteilt.
Anschließend setzte er seine Karriere in den 1950er Jahren als Journalist und Kritiker fort. Von 1953 bis 1956 war er Leitungsmitglied der PvdA in der Provinz Utrecht. 1956 wurde er für eine vierjährige Amtszeit als Direktor der Gemeinschaftsarbeit in Haarlem rekrutiert. 1959 wurde er wieder in das Niederländische Anwaltsregister aufgenommen. Er nahm seine Anwaltspraxis wieder auf und arbeitete bis 1980 als Rechtsanwalt.
Von 1960 bis 1967 war er Hochschullehrer am Kriminologischen Institut der Universität Utrecht, wo er sehr eng mit dem Juraprofessor W. Pompe arbeitete. 1963 kehrte er auf Ersuchen der niederländischen PvdA zu einer zweiten Senatsamtszeit zurück, die bis zu seinem Rücktritt im Jahr 1977 dauerte. Von 1969 bis 1977 war er Vorsitzender und Sprecher des Ständigen Senatsausschusses für Justiz. Für seinen politischen Dienst wurde er am 29. April 1975 zum Ritter des Orden vom Niederländischen Löwen ernannt. Als Vorsitzender des Justizausschusses des Senats arbeitete er von 1969 bis 1977.
Brongersma war vor allem für seine Veröffentlichungen und seine Befürwortung der liberaleren Moralgesetzgebung bekannt, ein Thema, an dem er sehr interessiert war. Wegen seines Fachwissens spielte er 1971 als Mitglied des Senats eine bedeutende Rolle bei der Abschaffung von Artikel 248bis des niederländischen Strafgesetzbuchs, demselben Artikel, auf dessen Grundlage er 1950 verurteilt worden war. Das Mindestalter für homosexuelle Kontakte wurde dann von 21 auf 16 Jahre gesenkt (wie bei heterosexuellen Kontakten). Er plädierte dafür, das Mindestalter noch weiter zu senken und den Jugendlichen mehr Freiheit zu geben, in sexuelle Beziehungen einzutreten.
Im Laufe seines Lebens sammelte er eine riesige Anzahl von wissenschaftlichen Publikationen zu diesen Themen, bestehend aus einer Bibliothek und persönlichen Archiven. Im Jahr 1979 schenkte er sie einer Stiftung, die seinen Namen trägt, deren Gegenstand, wie in ihrer Satzung heißt, „die Förderung wissenschaftlicher Studien und Publikationen im Bereich der sexuellen Beziehungen zwischen Erwachsenen und Jugendlichen“ ist. 1992 wurde das Ziel erweitert, „die sexuell-emotionale Gesundheit von Kindern und Jugendlichen zu fördern“.
Nach dem Rücktritt vom niederländischen Senat im Jahre 1977 widmete sich Brongersma ganz den Zielen seiner Stiftung. Damals schrieb er sein Magnum opus „Loving Boys“ (veröffentlicht in zwei Teilen, 1987 und 1990), während er seine Kollektionen weiter ausbaute.

## Tod
Brongersma starb 1998 durch die freiwillige Euthanasie. Seine Gesundheit versagte und er wurde einsam, als seine besten Freunde einer nach dem anderen starben. Die sozialen Umwälzungen, die in den 1980er Jahren als Reaktion auf die sexuelle Revolution der 1970er Jahre begonnen hatten, machten ihn des Lebens müde. Ursprünglich wurden seine Ideen, die Gesetze über die öffentliche Moral und die Rechte der Pädophilen zu liberalisieren, sowohl in den Niederlanden als auch international positiv aufgenommen, aber allmählich bekam er mehr gesellschaftliche Kritik. Nach seinem Tod kam es in den Niederlanden zu Diskussionen darüber, ob Menschen, die vom Leben ermüdet waren, ihr Leben mit Hilfe eines Arztes beenden dürfen. Flip Sutorius, der Arzt von Overveen, der Brongersma in seinem auserwählten Tod half, wurde verfolgt, aber nicht bestraft. Das Urteil wurde 2002 schließlich vom Hohen Rat der Niederlande bestätigt.
Nach seinem Tod gab es große Aufregung, als in seinen Sammlungen Material beschlagnahmt wurde, das als Kinderpornografie angesehen wurde. Die 1996 verabschiedeten Gesetze machten es unrecht, solche Bilder „zur Hand zu haben“.
Seine gesamten sozial-sexuologischen Sammlungen sowie sein privates Archiv wurden im Internationalen Institut für Sozialgeschichte (IISG) in Amsterdam archiviert. Der Vorstand der Stiftung setzt Brongersmas Tätigkeit fort.

## Schriften (Auswahl)
- Loving Boys. Zwei Bände. Elmhurst, 1986, 1990